# Wajeh Moshtahe
Wajeh Moshtahe († 14. Januar 2009) war ein palästinensischer Fußballspieler und ehemaliges Mitglied der palästinensischen Fußballnationalmannschaft. Er spielte auch für den Verein Shajaieh.
Er starb im Januar 2009 im Alter von 24 Jahren, als während der Militäroperation Gegossenes Blei sein Haus von Bomben der israelischen Streitkräfte getroffen wurde. Im Zuge der Militäroperation kamen auch der Nationalspieler Ayman Alkurd, der ehemalige Nationalspieler Shadi Sbakhe sowie das Mitglied des Nationalen Olympischen Komitees von Palästina Khalil abed Jaber ums Leben.